# Clarkesche Gesetze
Arthur C. Clarke hat im Rahmen seiner Werke die folgenden drei, als „Gesetze“ bezeichneten, axiomatischen Vorhersagen aufgestellt:
1. Gesetz: „Wenn ein angesehener, aber älterer Wissenschaftler behauptet, dass etwas möglich ist, hat er mit an Sicherheit grenzender Wahrscheinlichkeit recht. Wenn er behauptet, dass etwas unmöglich ist, hat er höchstwahrscheinlich unrecht.“
2. Gesetz: „Der einzige Weg, die Grenzen des Möglichen zu finden, ist, ein klein wenig über diese hinaus in das Unmögliche vorzustoßen.“
Von diesen drei „Gesetzen“ hat insbesondere das dritte – nicht nur innerhalb der Science-Fiction-Literatur – den Charakter eines Sprichworts erreicht. Damit sind die drei clarkeschen Gesetze für das Genre ähnlich bedeutend wie die drei Robotergesetze von Isaac Asimov.

## Ursprung
Das Clarkesche Gesetz, welches später zu dem ersten der drei Gesetze wurde, ist von Arthur C. Clarke 1962 in dem Essay Hazards of Prophecy: The Failure of Imagination in seinem Buch Profile der Zukunft: über die Grenzen des Möglichen (engl. Profiles of the Future) vorgestellt worden.
Das zweite Gesetz wird im gleichen Essay als einfache Beobachtung aufgestellt, der Status als zweites Gesetz wurde ihm erst später von anderen zugewiesen. In einer Überarbeitung des Buchs von 1973 hat Clarke das zweite Gesetz dann auch selbst als solches bezeichnet und gleichzeitig das dritte vorgeschlagen, um die Zahl der Gesetze abzurunden. Er schrieb dazu: „Da drei Gesetze für Newton ausreichten, habe ich bescheidenerweise beschlossen, es ebenfalls bei dieser Zahl zu belassen.“ Von Clarkes drei Gesetzen ist das dritte das bekannteste und am häufigsten zitierte.
Das dritte Gesetz stellt möglicherweise den bedeutendsten Beitrag Clarkes zum Genre der phantastischen Literatur dar.
In Romanen wie Die sieben Sonnen und Kurzgeschichten wie The Sentinel (auf der teilweise 2001: Odyssee im Weltraum basiert) geht Clarke sogar noch weiter: Er präsentiert dem Leser ultra-fortschrittliche Technik, welche nur noch durch die Grundgesetze der Physik beschränkt ist. In Die sieben Sonnen wird beispielsweise eine menschliche Zivilisation beschrieben, die sich nach einer Milliarde Jahren so weit zurückentwickelt hat, dass sie nicht mehr in der Lage ist, die sie umgebende Technik zu verstehen. Sie sieht sich Straßen gegenüber, deren Oberfläche wie Flüsse dahin fließen, und „Ewigkeitsmaschinen“, welche die physikalische Struktur von Bauwerken und Maschinen bis hin zur Anordnung der einzelnen Atome mit einem gespeicherten Modell in Einklang halten und so ihren Verfall verhindern. Genau zu erklären, wie solche Technik funktioniert, wäre für den Leser jedoch nur ablenkend und hätte nichts mit dem eigentlichen Inhalt und der beabsichtigten Aussage der Geschichte zu tun (Man stelle sich vor, man würde die genaue Funktionsweise von Funkgeräten erläutern, um einem Steinzeitmenschen die Ereignisse des Zweiten Weltkriegs verständlich zu machen). Clarkes drittes Gesetz findet die Quelle der Verwunderung in unserer eigenen Beschränkung und nicht in der Unmöglichkeit der dargestellten Technik. Somit stellt in seinen Werken der Monolith aus 2001: Odyssee im Weltraum (und den späteren Fortsetzungen) auch das ultimative Beispiel für das dritte Gesetz dar.

## Wirkung in Literatur und populärer Kultur
- Isaac Asimov hat ein Korollar zum ersten Gesetz verfasst, das da lautet: „Wenn allerdings die ungebildete Öffentlichkeit eine Idee umjubelt, welche von distinguierten älteren Wissenschaftlern abgelehnt wird, und diese Idee dann mit großem Eifer und viel Emotion verteidigt – dann haben die distinguierten älteren Wissenschaftler wahrscheinlich trotzdem recht.“
- Larry Niven schrieb im Rahmen seiner Auseinandersetzung mit dem Genre Fantasy: „Jede hinreichend fortschrittliche Magie ist von Technologie nicht zu unterscheiden.“ Dies wird mitunter als Nivens Gesetz bezeichnet, ist aber nicht Bestandteil der von ihm veröffentlichten Liste mit dem Titel Niven’s laws.
- Dave Lebling hat es in ähnlicher Form in seinem 1986 erschienenen Computerspiel Trinity ausgedrückt: „Jede hinreichend obskure Magie ist von Technologie nicht zu unterscheiden.“
- Terry Pratchett lässt in seinen Scheibenwelt-Romanen die Figur Ponder Stibbons Nivens Umkehrung des dritten Gesetzes zitieren. Darüber hinaus lässt er im Roman Wahre Helden aus der gleichen Reihe das Genie Leonard von Quirm sagen, er habe keine Verwendung für Handwerker, „welche die Grenzen des Möglichen bereits kennen“, als dieser an der ersten (nicht magischen) Flugmaschine arbeitet.
- In der Episode Der Reisende der Fernsehserie Raumschiff Enterprise: Das nächste Jahrhundert merkt ein Ingenieur zu der fortschrittlichen Technologie des Fremden an: „Sie verlangen von uns, an Magie zu glauben.“ Daraufhin antwortet der als der Reisende bezeichnete Fremde: „Ja, ich glaube, aus ihrer Perspektive wirkt es wohl wie Magie.“ In der Episode Der Gott der Mintakaner wird die Technologie, welche von Captain Picard eingesetzt wird, von einer primitiveren Kultur ebenfalls als Magie interpretiert. Die Situation wird umgekehrt, wenn in der späteren Episode Todessehnsucht der Serie Star Trek: Voyager erklärt wird, die zuvor immer als allmächtige, gottgleiche Überwesen erscheinenden „Q“ seien keineswegs omnipotent und erschienen den Menschen nur so, so wie diese selbst mit ihrer Technik einer weniger hoch entwickelten Zivilisation göttlich erscheinen würden. Auch wird das dritte Gesetz in der Folge New Eden der Serie Star Trek: Discovery zitiert, ebenfalls im Zusammenhang mit der Wirkung von Technologie auf eine weniger entwickelte, fremde Gesellschaft.
- Im ersten nicht von Asimov verfassten Band des Foundation-Zyklus erklärt der Imperator „Wenn Technologie von Magie zu unterscheiden ist, ist sie nicht fortschrittlich genug.“ Dies ist eine Umschreibung von Gehms Korollar zum dritten Gesetz, welches lautet „Jede Technologie, welche von Magie unterscheidbar ist, ist unzureichend fortschrittlich.“
- In Superman Returns zitiert Lex Luthor in Bezug auf die Technologie Kryptons zweimal das dritte Gesetz.
- In The Box – Du bist das Experiment wird das dritte Gesetz zitiert.
- Im Roman Todesregen von Dean Koontz zitiert die Erzählerin ebenfalls mehrmals das dritte Gesetz. Sie sagt auch, dass eine Umkehrung ebenfalls möglich ist: In einer Zeit, in welcher der Glaube an die Wissenschaft immer mehr zunimmt, können übernatürliche Phänomene auch mit fortschrittlicher Technologie verwechselt werden.
- Im Webcomic Freefall stellt eine der Hauptfiguren ein weiteres Korollar zum dritten Gesetz auf: „Jede Technologie, egal wie primitiv, ist Magie in den Augen derer, die sie nicht verstehen.“[2]
- Die Fernsehserie Stargate SG-1 nutzt das dritte Gesetz als eines der zentralen Themen für die Handlung. Die fortschrittlichen Goa’uld benutzen als Magie getarnte Technologie, um Menschen zu bezwingen und zu versklaven.
- In der Serie Stargate Universe Folge 2x09 wird das dritte Gesetz wortwörtlich zitiert.
- In der Fernsehserie Babylon 5 gibt es eine geheimnisvolle Gruppe, die als „Technomagier“ bezeichnet werden. Im 23. Jahrhundert geben diese zwar offen zu, dass ihre „Kräfte“ auf Technologie basieren, leben aber nach dem Prinzip von Clarkes drittem Gesetz und verhalten sich folglich eher wie Magier. Einer von ihnen erläutert dies durch ein Gleichnis: Ebenso wie eine Raumstation primitiven Kulturen als Magie erscheinen muss, ist ihre Technik jener der raumfahrenden Menschen des 23. Jahrhunderts ähnlich weit voraus und muss diesen wiederum als Magie erscheinen.
- Charles Sheffield lässt eine der Figuren in seiner Serie Heritage Universe eine außerirdische Redewendung zitieren, die lautet: „Jede hinreichend antike Technologie ist von Magie nicht zu unterscheiden.“ Sein Buch Die Proteus-Trilogie; Bd. 2: Der entfesselte Proteus enthält in der Einleitung zu Kapitel 21 auf S. 216 folgendes: „Jede hinreichend fortschrittliche Technologie ist von Zauberei nicht zu unterscheiden. Arthur C. Clarke“.
- In Neal Stephensons Barock-Zyklus sagt Jack Shaftoe zu Enoch Root: „Sie können aus dieser Entfernung den Faden nicht sehen und glauben, dass du eine Form von Zauberei anwendest.“ Dieser antwortet: „Jede hinreichend fortschrittliche Technik ist von einem Yo-Yo nicht zu unterscheiden.“
- Eine praktische Demonstration des dritten Gesetzes findet sich im (einige Jahrzehnte früher erschienenen) Buch Ein Yankee am Hofe des Königs Artus von Mark Twain, in dem der Protagonist nacheinander ein wenig Astronomie und etwas angewandte Chemie benutzt, um als mächtiger Zauberer zu erscheinen und es so schafft, die ärmlichen Zaubertricks Merlins zu übertrumpfen.
- Scott Adams, der Autor des Comics Dilbert, beschwerte sich öffentlich, dass in seinem Hause „jede hinreichend fortschrittliche Technologie kaputt ist, und niemand weiß, wie man sie reparieren soll.“[3]
- Der Titel des Buchs Indistinguishable from Magic von Robert L. Forward bezieht sich direkt auf das dritte Gesetz. Die drei Gesetze werden im Vorwort aufgeführt.
- Im Lied Beyond Mirrors auf dem Album Pocket Universe der Band Yello taucht folgende Textzeile auf: „According to Arthur C. Clarke any sufficiently advanced technology is indistinguishable from magic.“
- Im Anime Witch Craft Works zitiert ein Chemielehrer, der mit Magie einen Raum erschaffen hat, das dritte Gesetz, um davon abzulenken, dass er besagten Raum auf ebendiese Weise geschaffen hat.
- Cheryl aus der Zeichentrickserie Archer verweist auf das dritte Gesetz, als ein U-Boot samt Besatzung geschrumpft werden soll, um durch den Blutkreislauf eines Patienten zu einem Thrombus in dessen Gehirn zu gelangen und diesen zu zerstören.[4]
- Im Science-Fiction-Film Transformers: The Last Knight zitiert Anthony Hopkins das dritte Gesetz ebenfalls wortwörtlich im Zusammenhang mit der Artussage.
- In der Serie Doctor Who zitiert Der Doktor am Ende von Folge 8 der 11. Staffel das dritte Gesetz.